# 마이 시스터 에일린 (1942년 영화)
마이 시스터 에일린(My Sister Eileen)은 미국에서 제작된 알렉산더 홀 감독의 1942년 영화이다. 로사린드 러셀 등이 주연으로 출연하였고 맥스 고든 등이 제작에 참여하였다.

## 출연

### 주연
- 로사린드 러셀
- 브라이언 아언

### 조연
- 자넷 블레어
- 조지 토비아스
- 알린 조슬린
- 엘리자베스 패터슨
- 그랜트 미첼
- 리처드 콰인
- 준 해벅
- 도널드 맥브라이드
- 고든 존스
- 제프 도넬
- 클라이드 필모아
- Minna Phillips
- 프랭크 설리
- 찰스 라 토르

## 제작진
- 원작자: 조셉 필즈
- 원작자: 제롬 초도로브
- 미술: 리오넬 뱅스
- 세트: Fay Babcock